# Adrien Alexandre Adolphe de Carrey de Bellemare
Pour les articles homonymes, voir Carrey et Bellemare.
 (avril 2011).
Si vous disposez d'ouvrages ou d'articles de référence ou si vous connaissez des sites web de qualité traitant du thème abordé ici, merci de compléter l'article en donnant les références utiles à sa vérifiabilité et en les liant à la section « Notes et références ».
Adrien Alexandre Adolphe de Carrey de Bellemare, également appelé général de Bellemare, né le 14 décembre 1824 à Paris et mort le 13 septembre 1905 à Nice, est un général de division français.

## Biographie
Adrien Alexandre Adolphe de Carrey de Bellemare entre à l'École spéciale militaire de Saint-Cyr en 1841. En 1843, il est nommé sous-lieutenant et part en Afrique, où il participe à la campagne de 1843 à 1848 durant laquelle il est blessé par une balle en 1845.
Nommé lieutenant en 1848, il rentre en France et participe à la répression des journées de Juin. En 1854 il est nommé capitaine et participe la même année à la campagne de la Baltique (bataille de Bomarsund) puis en 1856 à la guerre de Crimée et est nommé en 1858 chevalier de la Légion d'honneur.

Nommé chef d'escadron en 1859, il participe, en 1863-1863, aux campagnes d'Italie et du Mexique en 1862-1863. Il devient officier de la Légion d'honneur en 1862.
Il revient en France en 1863, avec le grade de lieutenant-colonel et prend le commandement du 78e régiment d’infanterie en tant que colonel en 1868.
Durant la guerre franco-prussienne de 1870, il s'illustre à la bataille de Frœschwiller, arrive à s'échapper de l'encerclement de Sedan et rejoint Paris où il est nommé général de brigade et commande plusieurs bataillons de mobiles.
À l'issue de la première bataille du Bourget, le 28 octobre 1870, il envoie ce rapport : « Le village du Bourget ne faisant pas partie du système général de notre défense, son occupation était d'une importance très secondaire, et les bruits qui attribuent de la gravité aux incidents qui viennent d'être exposés sont sans aucun fondement. ». Le 8 décembre 1870, il est à nouveau promu et commande, le 21 décembre 1870, la deuxième bataille du Bourget.
Républicain, son commandement lui sera retiré par le président Mac Mahon après avoir publié une lettre dans laquelle il indique refuser de servir une monarchie. Il est ensuite rétabli dans ses fonctions et commande tour à tour, en tant que général de brigade, les 55e, 69e et 8e brigades.
Avec l'arrivée des républicains au pouvoir, il est promu, en 1879, général de division et commandeur de la Légion d'honneur, et prend le commandement de la 29e division d'infanterie. De 1883 à 1888, il prend successivement le commandement des 13e, 5e puis 9e corps d'armée et passe dans l'armée de réserve en 1889.
Carrey de Bellemare meurt en 1905.

## Publications
- L'Empire, c'est la paix, souvenirs historiques, 1848-1870 (1887)